# 마우리시오 아셍호
마우리시오 가브리엘 아셍호(스페인어: Mauricio Gabriel Asenjo, 1994년 7월 23일 ~ )는 아르헨티나의 축구 선수이며, 포지션은 공격수이다. 현재 프리메라 나시오날의 아그로페쿠아리오 소속이다. K리그 등록명은 아센호였다.

## 클럽 경력

### 서울 이랜드 FC
2022년 2월 서울 이랜드 FC에 입단했다.
2022년 3월 12일에 열린 김포 FC와의 원정 경기에서 2:1로 지고있던 상황에서 동점골을 넣으며 팀에서의 데뷔골을 기록했다.

### 아그로페쿠아리오
2022년 시즌을 마치고 프리메라 나시오날의 아그로페쿠아리오로 FA 이적했다.